# The Vtuber Awards
The Vtuber Awards, también estilizados como The VTuber Awards, son premios que se otorgan a los mejores de la industria VTuber. La primera ceremonia se celebró en 2023.

## Procedimiento
Los usuarios tienen la opción de enviar nominaciones y luego pueden votar un nominado para cada categoría. Cualquier VTuber es elegible para nominaciones.

## Categorías
Las categorías actuales son:
- Best Music Vtuber
- Best Art Vtuber
- Best FPS Vtuber
- Best Minecraft Vtuber
- Best Roleplay/ASMR Vtuber
- Best Chatting/Zatsu Vtuber
- Best Tech Vtuber
- Funniest Vtuber
- Most Chaotic Vtuber
- League of Their Own
- Hidden Gem
- Rising Star
- Miss Vtuber
- Best Vtuber Organization
- Rising Vtuber Organization
- Vtuber Clipper
- Vtuber Parent of The Year
- Most Dedicated Fanbase
- Best Philanthropic Event
- Best Concert Event
- Best Streamed Event
- Stream Game of The Year
- Lewdtuber of The Year
- Gamer of The Year
- Vtuber of The Year

## 2023 Vtuber Awards
Los Vtuber Awards 2023 se llevaron a cabo el 16 de diciembre de 2023 en el WePlay Esports Arena de Los Ángeles, California. Fueron presentados por Filian en una sala normalmente para deportes electrónicos y transmitido en su canal de Twitch. Mythic Talent, la agencia de Filian, fue la productora de la ceremonia.
Aunque los VTubers tenían una categoría dedicada en los Premios Streamy y ganaron el premio al Creador de contenido del año en The Game Awards 2023, los Vtuber Awards fueron, según Morgan Sung en TechCrunch, «uno de los primeros de su tipo [...] para VTubing». Con respecto a la idea de los premios, Filian dijo: «En toda entrega de premios, los VTubers suelen ser una nota a pie de página o, a veces, se los trata como algo único y extraño, por lo que la idea de estos premios es: "¿Por qué no tener una entrega para nosotros?"».
Mientras organizaba la ceremonia, Filian tuvo que pasar más de siete horas en un traje de captura de movimiento con solo dos pausas para ir al baño, en contraste con sus transmisiones habituales en casa. Debido a preocupaciones de privacidad, los fotógrafos detrás de escena tuvieron que usar un miembro del equipo suplente en lugar de Filian, quien supuestamente se sintió incómodo al actuar como VTuber frente a otras personas. La ceremonia se celebró en un escenario virtual diseñado en Unreal Engine, después de que se descartaran los planes de un escenario físico porque, según el director visionario de WePlay Studios, Maksym Bilonogov, «no es el camino, no es la filosofía correcta». Según Filian, WePlay Studios cubrió alrededor de la mitad de los costos totales de producción, que finalmente ascendieron a un total de alrededor de 100 000 dólares, y los costos restantes se dividieron entre Mythic Talent y la propia Filian a través de los patrocinadores del programa.
Entre los VTubers afiliados a VShojo, Zentreya recibió tres nominaciones, mientras Ironmouse ganó tres premios. Otros VTubers de VShojo también recibieron premios y nominaciones, incluyendo Matara Kan, Henya the Genius, Projekt Melody y Zentreya. MrAJCosplay de Anime News Network elogió el discurso de aceptación de Projekt Melody por su premio Lewdtuber del año como «un discurso maravilloso sobre el premio que representa hasta dónde ha llegado la comunidad para derribar las barreras sociales».
Además de varias nominaciones, Hololive Production y sus VTubers afiliados ganaron nueve de los premios en los Vtuber Awards 2023, incluyendo a Mejor Organización VTuber. Las VTubers de Nijisanji también tuvieron varias nominaciones y premios, incluidas dos victorias de Selen Tatsuki como Mejor VTuber de FPS y Jugador del año. Shylily, además de entregar el premio Miss Vtuber a Ironmouse, ganó el premio Best Chatting/Zatsu Vtuber.

### Ganadores y nominados
| Best Music Vtuber - Mori Calliope - Hoshimachi Suisei - Akuma Nihmune - obkatiekat                                                    | Best Art Vtuber - Ninomae Ina'nis - Anny - Yoclesh - Yuniiho                                                     |
| Best FPS Vtuber - Selen Tatsuki - Apricot (Froot) - Shishiro Botan - Shu Yamino                                                       | Best Minecraft Vtuber - Kaela Kovalskia - Ceres Fauna - Henya the Genius - Pomu Rainpuff                         |
| Best Roleplay/ASMR Vtuber - Ceres Fauna - CottontailVA - Sinder - Vox Akuma                                                           | Best Chatting/Zatsu Vtuber - Shylily - Gosegu - Matara Kan - Takanashi Kiara                                     |
| Best Tech Vtuber - Vedal987 - CodeMiko - Projekt Melody - Zentreya                                                                    | Funniest Vtuber - chibidoki - Kuro Kurenai - MurderCrumpet - Zentreya                                            |
| Most Chaotic Vtuber - Kobo Kanaeru - Chibidoki - Pipkin Pippa - Trickywi                                                              | League of Their Own - FUWAMOCO - Houshou Marine - Onigiri - Zentreya                                             |
| Hidden Gem - Fufu - Caelum - Kaichinzu - Omi                                                                                          | Rising Star - Henya the Genius - Bbyruthless - Camila - Sinder                                                   |
| Miss Vtuber - Ironmouse - AmaLee - Elira Pendora - Silvervale                                                                         | Best Vtuber Organization - Hololive Production - Idol - Nijisanji - VShojo                                       |
| Rising Vtuber Organization - Phase-Connect - V-Dere - VchiBan - 3AM                                                                   | Vtuber Clipper - Cooksie - Low Effort Clips - Roach Chan. - Sakasandayo                                          |
| Vtuber Parent of The Year - 2wintails - Dyarikku - Iron Vertex - jjinomu                                                              | Most Dedicated Fanbase - Gawr Gura's Chumbuds - Shoto's Guildies - Vox Akuma's Kindred - Akuma Nihmune's Noombas |
| Best Philanthropic Event - Mika Melatika's 60-Hour Charity Marathon - Vexoria's BCRF Charity Stream - Vox Akuma's Save Charity Stream | Best Concert Event - Connect the World – Hololive English - Candy Pop Explosion – VShojo - Isegye Festival – ko  |
| Best Streamed Event - Ironmouse Subathon - Hololive Sports Festival - VSaikyo                                                         | Stream Game of The Year - Suika Game - Baldur's Gate 3 - HoloCure - Save the Fans! - Only Up!                    |
| Lewdtuber of The Year - Projekt Melody - CottontailVA - FeFe - Saruei                                                                 | Gamer of The Year - Selen Tatsuki - Koseki Bijou - Kuzuha - Rainhoe                                              |
| Vtuber of The Year - Ironmouse - ja - Shylily - Usada Pekora                                                                          | |
| Source: | |